# Aristolochia acutifolia
Aristolochia acutifolia Duch. – gatunek rośliny z rodziny kokornakowatych (Aristolochiaceae Juss.). Występuje naturalnie w Wenezueli, Kolumbii, Ekwadorze, Peru i Brazylii (w stanach Acre, Amazonas, Pará, Rondônia oraz Mato Grosso).

## Morfologia
PokrójTrwałe pnącza o nagich pędach.
LiścieMają owalny kształt. Nasada liścia ma sercowaty kształt. Są całobrzegie, ze ostrym wierzchołkiem.

## Biologia i ekologia
Rośnie w wiecznie zielonych lasach wilgotnych lub na pustkowiach. Występuje na wysokości do 1200 m n.p.m.